# Nick Jensen
Nick Jensen, född 21 september 1990, är en amerikansk professionell ishockeyback som spelar för Washington Capitals i NHL.
Han har tidigare spelat på NHL-nivå för Detroit Red Wings och på lägre nivåer för Grand Rapids Griffins i AHL, Toledo Walleye i ECHL, St. Cloud State Huskies (St. Cloud State University) i NCAA och Green Bay Gamblers i USHL.

## Spelarkarriär

### NHL

#### Detroit Red Wings
Jensen draftades i femte rundan i 2009 års draft av Detroit Red Wings som 150:e spelare totalt.

#### Washington Capitals
Den 22 februari 2019 tradades han tillsammans med ett draftval i femte rundan 2019 till Washington Capitals i utbyte mot Madison Bowey och ett draftval i andra rundan 2020.

## Privatliv
Nick Jensen är brorson till den före detta ishockeyspelaren Steve Jensen som spelade i NHL mellan 1975 och 1982.

## Statistik
| 2006–2007   | Rogers High School      | USHS-MN     | 21  | 20 | 17 | 37 | —  | —  | — | — | — | — |
| 2007–2008   | Rogers High School      | USHS-MN     | 14  | 14 | 13 | 27 | —  | —  | — | — | — | — |
| 2008–2009   | Green Bay Gamblers      | USHL        | 52  | 5  | 17 | 22 | 27 | 7  | 0 | 1 | 1 | 2 |
| 2009–2010   | Green Bay Gamblers      | USHL        | 53  | 6  | 21 | 27 | 35 | 12 | 2 | 6 | 8 | 6 |
| 2010–2011   | St. Cloud State Huskies | NCAA        | 38  | 5  | 18 | 23 | 18 | —  | — | — | — | — |
| 2011–2012   | St. Cloud State Huskies | NCAA        | 39  | 6  | 26 | 32 | 4  | —  | — | — | — | — |
| 2012–2013   | St. Cloud State Huskies | NCAA        | 41  | 4  | 27 | 31 | 14 | —  | — | — | — | — |
| 2013–2014   | Grand Rapids Griffins   | AHL         | 45  | 0  | 9  | 9  | 8  | 10 | 0 | 1 | 1 | 2 |
|             | Toledo Walleye          | ECHL        | 3   | 0  | 0  | 0  | 0  | —  | — | — | — | — |
| 2014–2015   | Grand Rapids Griffins   | AHL         | 75  | 6  | 21 | 27 | 15 | 16 | 0 | 3 | 3 | 4 |
| 2015–2016   | Grand Rapids Griffins   | AHL         | 75  | 3  | 16 | 19 | 17 | 9  | 0 | 2 | 2 | 0 |
| 2016–2017   | Detroit Red Wings       | NHL         | 49  | 4  | 9  | 13 | 12 | —  | — | — | — | — |
|             | Grand Rapids Griffins   | AHL         | 27  | 1  | 5  | 6  | 6  | —  | — | — | — | — |
| 2017–2018   | Detroit Red Wings       | NHL         | 81  | 0  | 15 | 15 | 27 | —  | — | — | — | — |
| 2018–2019   | Detroit Red Wings       | NHL         | 60  | 2  | 13 | 15 | 17 | —  | — | — | — | — |
|             | Washington Capitals     | NHL         | 4   | 0  | 0  | 0  | 2  | —  | — | — | — | — |
| NHL totalt  | NHL totalt              | NHL totalt  | 194 | 6  | 37 | 43 | 58 | —  | — | — | — | — |
| AHL totalt  | AHL totalt              | AHL totalt  | 222 | 10 | 51 | 61 | 46 | 35 | 0 | 6 | 6 | 6 |
| NCAA totalt | NCAA totalt             | NCAA totalt | 118 | 15 | 71 | 86 | 36 | —  | — | — | — | — |
| USHL totalt | USHL totalt             | USHL totalt | 105 | 11 | 38 | 49 | 62 | 19 | 2 | 7 | 9 | 8 |